# Maria Gomes de Oliveira
Maria Gomes de Oliveira, coneguda com a Maria de Déa i, després de la seva mort, com a Maria Bonita (Paulo Afonso, 17 de gener de 1910 (tot i que algunes fonts sostenen 8 de març de 1911) - Poço Redondo, 28 de juliol de 1938), va ser una cangaceira brasilera, companya de Virgulino Ferreira da Silva, o Lampião, i la primera dona a participar d'un grup de cangaceiros.

## Biografia
Maria Gomes de Oliveira va néixer a la granja Malhada do Caiçara, a la zona de Jeremoabo, a l'estat de Bahia, filla dels camperols Maria Joaquina da Conceição i José Gomes de Oliveira.
Quan tenia 15 anys es va casar amb un seu cosí, José Miguel da Silva, sabater, anomenat Zé de Neném. Quan va conèixer Virgulino Ferreira da Silva, més conegut com a Lampião (pronunciació portuguesa: [lɐ̃ˈpjɐ̃w], que significa "llanterna" o "làmpada d'oli"), el més famós canganceiro de la història, de qui ja havia sentit parlar molt, n'esdevingué la seva companya.
Es va unir a Lampião i a la seva colla de bandits el 1930, quan tenia vint anys. La seva presència, vestint com els cangaceiros i participant en moltes de les seves accions, obrí el pas a la incorporació d'altres dones al grup. La banda viatjava a cavall amb vestits de cuir, incloent barrets, jaquetes, sandàlies, cinturons de munició i pantalons per protegir-se de les espines de la caatinga. Les cangaceires eren tan resistents com els bandolers masculins, també estaven ben armades i ensinistrades en l'ús d'armes. Sovint es van veure implicades en batalles amb la policia militar, però malgrat el que pugui semblar i el que una visió romàntica pugui oferir, aquestes dones es van haver d'adaptar a un context tan masclista i extrem com el que tenien a casa i les seves tasques primordials eren les domèstiques: atendre els ferits, fer-se càrrec del menjar i la neteja i estimar els homes.

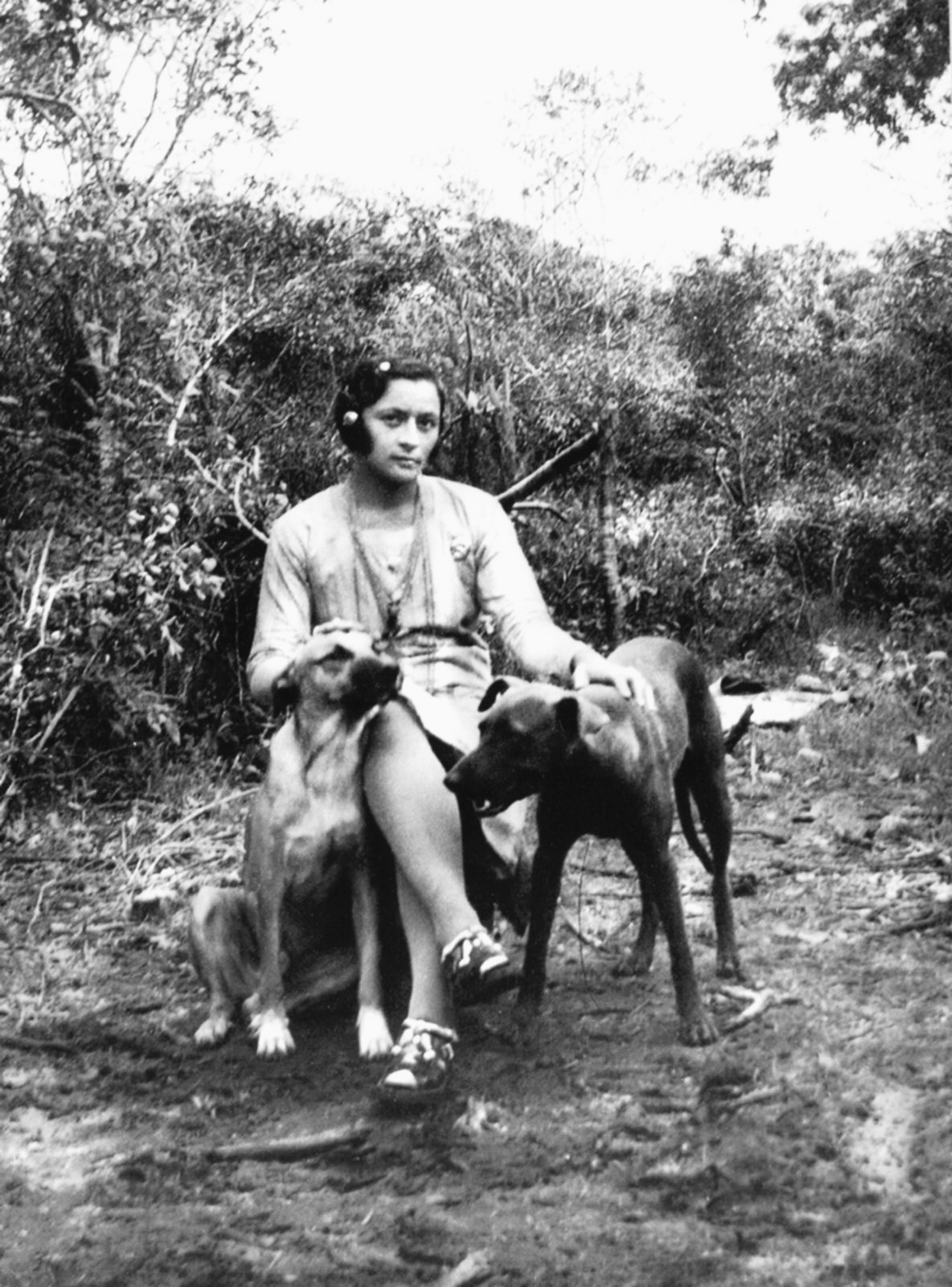

Maria Gomes i Lampião van tenir una filla, anomenada Expedita, el 1932. Una sèrie de cangaceires es van unir a la banda durant els anys de la seva existència, i era habitual que Lampião assistís personalment a qualsevol naixement. Aquests nins, inclosos els de Lampião, van ser acollits a casa de familiars o amics dels cangaceiros, o bé van quedar amb sacerdots.

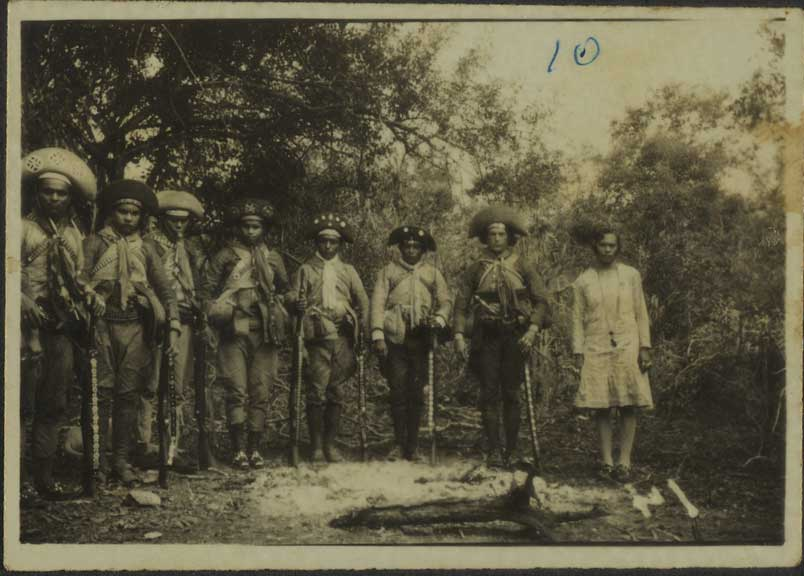
Lampião, Maria Bonita i un grup de cangaceiros

## Mort
El 28 de juliol de 1938, Lampião i la seva banda van ser traïts per un dels seus partidaris i emboscats en un dels seus amagatalls, la granja Angicos, a l'estat de Sergipe, per una tropa de policia armada amb metralladores. En una batalla ràpida, Lampião, Maria Bonita i nou dels seus companys van ser assassinats, tot i que uns altres 40 van escapar. Els caps dels bandits morts van ser tallats i enviats a Salvador, la capital de Bahia, per a examen per especialistes de l'Institut Forense de l'Estat i, posteriorment, per a una exposició pública, i sols el 1969 van poder les famílies de Lampião i Maria Bonita reclamar els caps conservats per enterrar-los.

## Reconeixement i memòria
On fou casa seva s'hi ha fet un petit Museu. A la Praça das Mangueiras, al centre de la ciutat de Paulo Afonso, on va néixer, hi ha una estàtua de pedra de l'escultor José Faustino, recordant Maria Gomes de Oliveira.
L'esperit comercial ha donat el seu nom a hotels i restaurants, botigues i salons de bellesa. Una visió romàntica del personatge es pot conèixer per mitjà d'algunes sèries de televisió, relats i pel·lícules que s'han fet en les últimes dècades del segle XX i que dibuixen una imatge mitificada de Maria Gomes de Oliveira –Maria Bonita–, que no va existir.